# Suki nara towanai
Suki nara towanai (好きなら問わない?) è il quarto album in studio del gruppo rock giapponese Gesu no Kiwami Otome, pubblicato il 29 agosto 2018 da TACO RECORDS una sottoetichetta di Warner Music Japan.

## Background
Pubblicato dopo circa un anno e tre mesi dal precedente Daruma Ringo, e primo album per TACO RECORDS, un'etichetta indipendente fondata dallo stesso Kawatani all'interno della WMJ.
Originariamente era previsto che includesse un totale di 11 canzoni, ma durante il live "ゲスの極み乙女。6th Anniversary live「乙女は変わる」" (Gesu no kiwami otome. 6th Anniversary live "Otome wa kawaru"?) del 22 giugno 2018 è stato annunciato che sarebbero state incluse due canzoni aggiuntive, portando il numero totale di canzoni a 13.
L'edizione limitata è accompagnata da un DVD contenente il live "MTV Unplugged: Gesu no Kiwami Otome." tenutosi  nel marzo 2018.
La prima canzone, オンナは変わる (On'na wa kawaru?), è registrata su CD con un intermezzo più lungo rispetto alla versione precedentemente distribuita e utilizzata nel videoclip.

## Tracce
Testi e musiche di Enon Kawatani.
1. オンナは変わる (On'na wa kawaru?) – 4:30
2. はしゃぎすぎた街の中で僕は一人遠回りした (Hashagi sugita machi no naka de boku wa hitori tōmawari shita?) – 3:49
3. イメージセンリャク (Imējisenryaku?) – 4:19
4. もう切ないとは言わせない (Mō setsunai to wa iwa senai?) – 4:35
5. 戦ってしまうよ (Tatakatte shimau yo?) – 3:07
6. sad but sweet – 5:44
7. 僕は芸能人じゃない (Boku wa geinōjin janai?) – 2:10
8. 颯爽と走るトネガワ君 (Sassō to hashiru tonegawa-kun?) – 2:09
9. ゲンゲ (Genge?) – 5:03
10. 私以外私じゃないの (Remix by PARKGOLF) (Watashi igai watashi janai no (Remix by PARKGOLF)?) – 4:16
11. 招かれないからよ (Maneka renaikara yo?) – 4:37
12. ホワイトワルツ (adult ver.) (Howaitowarutsu (adult ver.)?) – 2:48
13. アオミ (Aomi?) – 5:17